# Alexander Mokos
Alexander Patrick Mokos (* 16. Mai 1977 in Köln) ist ein deutscher Schauspieler und Rundfunksprecher.

## Leben
Seit 1987 ist er in Hörfunkproduktionen von WDR, Deutschlandfunk und Deutsche Welle zu hören. 1997 debütierte er als Theaterregisseur in der freien Theaterszene Kölns mit William Shakespeares Der Kaufmann von Venedig. Von 1998 bis 2007 spielte er die Rolle des Frank Krings, einen Möbelrestaurator und Schreiner, in der WDR-Serie Die Anrheiner. Von 2000 bis 2006 war er Mitglied im Ensemble der Freien Literaturbühne Köln.
Seit 2009 ist er für den Online-Fernsehsender dished.tv tätig und dort in diversen Produktionen zu sehen.